# 塔皮奥·科尔尤斯
塔皮奥·科尔尤斯（芬蘭語：Tapio Korjus，1961年2月10日—），芬兰男子田径运动员，主攻标枪。他曾代表芬兰参加1988年夏季奥林匹克运动会田径比赛，获得男子标枪金牌。